# Романо Проді
Рома́но Про́ді (італ. Romano Prodi; нар. 9 серпня 1939, Скандіано, Емілія-Романья, Королівство Італія) — італійський лівоцентристський політик, прем'єр-міністр (1996—1998, з травня 2006 по січень 2008). Між двома своїми прем'єрствами був президентом Єврокомісії (1999—2004).

## Життєпис
Народився 9 серпня 1939 року у Скандіано, що в італійській провінції Реджо-Емілія, в багатодітній сім'ї інженера і шкільної вчительки. Вивчав право в міланському Католицькому університеті Святого Серця, який закінчив на відмінно в 1961. Випускна робота Проді була присвячена протекціоністським методам розвитку національної промисловості Італії. Потім він продовжував навчання в університетах Мілана і Болоньї, а також в Лондонській школі економіки.

### Академічна кар'єра
У 1963 році Проді почав в Університеті Болоньї викладацьку кар'єру. Посідав посаду доцента, ад'юнкт-професора (з 1966) і професора (з 1971 по 1999). Викладав організацію і стратегічне планування виробництва. Крім того, мав статус запрошеного професора Гарвардського університету і дослідницького Стенфордського інституту. Одночасно з викладанням активно займався дослідницькою роботою. Спочатку наукові інтереси Проді включали діяльність дрібних і середніх підприємств, а також антимонопольну політику. Згодом він також вивчав питання взаємин держави і ринку, приватизаційної політики, європейській інтеграції та інші. На початку 1970-х рр. став одним із засновників науково-дослідної асоціації Прометей із аналізу економічної ситуації в Італії. У 1990-х рр. був президентом Інституту промислової реконструкції. Є автором численних наукових публікацій з питань європейської промислової політики, енергетики, функціонування різних економічних систем.
1973—1974 р. професор економіки й промислової політики Вільного університету Тренто. У 1974—1978 Проді був головою правління видавничого будинку Муліно (Societa Editrice Il Mulino).
З 1983 р. займається науковою діяльністю в Болонському університеті. Професор економіки й політики університету, директор Центру економічних досліджень. 1982—1989; 1993—1994 р. — президент державного промислового об'єднання — Інституту промислової реконструкції (ІПР).
Проді є володарем низки почесних звань, він опублікував численні роботи з економічної тематики. Його перу належать публікації в провідних італійських виданнях: Il Corriere della Sera і Il Sole 24 Ore. Крім того, в 1992 році він вів на державному телебаченні RaiUno власну програму Il tempo delle scelte, яка була циклом лекцій з економіки.

### Італійський політик
У 1978 році Проді, який доти не виявляв певної партійної прихильності, почав кар'єру в державній політиці. З листопада 1978 по березень 1979 очолював міністерство промисловості Італії в уряді Джуліо Андреотті (Giulio Andreotti).
У 1981 році Проді заснував Nomisma — одну з провідних італійських фірм, що займаються економічним консультуванням, — і до 1995 був головою її наукової ради. З листопада 1982 по жовтень 1989 Проді був головою Інституту промислової реконструкції (IRI) — державної урядової організації. Він провів реорганізацію інституту, підготував його до приватизаційного процесу. Повторно очоливши IRI в 1993 році, Проді керував приватизацією великих державних компаній, зокрема банків Credito Italiano і Banca Commerciale Italiana.
У лютому 1995 Проді заснував лівоцентристську коаліцію l'Ulivo («Олива») і став її кандидатом на посаду прем'єр-міністра. На виборах 1996 l'Ulivo отримала перемогу над правоцентристами на чолі з Сільвіо Берлусконі — головним суперником і свого роду політичним антиподом Проді. З 17 травня 1996 по 21 жовтня 1998 Проді очолював перший в історії післявоєнної Італії уряд лівого толку. Завдяки зусиллям уряду Проді Італія опинилася в першій хвилі країн, які ввели на своїй території єдину європейську валюту, — євро. У 1998 році в урядовій коаліції відбувся розкол — італійські комуністи позбавили кабінет Проді своєї підтримки, і це призвело до його відставки.

### На чолі Єврокомісії
У березні 1999, після того, як Комісія Європейського союзу вимушена була піти у відставку через корупційний скандал, Європейська рада призначила главою цього органу Проді. Після затвердження його кандидатури в Європарламенті італійський експрем'єр очолював Єврокомісію з вересня 1999 до 21 листопада 2004.
На думку критиків, для керівництва інтенсивним розвитком ЄС Проді не вистачало талантів парламентаря. Проте, в період його головування в Єврокомісії відбулися деякі значні події. Вводилася єдина валюта, був запущений процес розширення Євросоюзу: до нього приєдналися 10 нових країн. Почалася робота над проєктом європейської конституції. Були створені Європейські сили швидкого реагування — перша військова сила ЄС. У той же час багато федералістських ініціатив Проді (створення єдиної зовнішньої і податкової політики, формування загальних поліцейських сил) не знайшли достатньої підтримки у європейських лідерів. Завершальний період роботи Проді в Єврокомісії ознаменувався закликами до його відставки: супротивники звинувачували його в переслідуванні власних інтересів на національній політичній сцені Італії.

### Друге прем'єрство
Повернувшись до італійської політики, Проді очолив лівоцентристську коаліцію l'Unione («Союз»), який протистояв прихильникам діючого прем'єра Берлусконі, на загальних виборах 9-10 квітня 2006. Лівоцентристам вдалося отримати перемогу з невеликою різницею голосів (менше 0,1 відсотка, тобто приблизно 25000 голосів). Хоча факт перемоги блоку Проді підтвердив Конституційний суд Італії, Берлусконі довгий час не хотів визнавати поразку. 2 травня старий уряд офіційно пішов у відставку.
16 травня 2006 президент Італії Джорджо Наполітано — в першому уряді Проді він очолював міністерство внутрішніх справ — офіційно доручив Проді формування нового кабінету. Наступного дня другий уряд під керівництвом Проді склав присягу.
Менш ніж за рік уряд Проді зіткнувся з серйозною кризою. 21 лютого 2007 плани уряду зі збільшеннюя італійського контингенту в Афганістані не отримали достатньої підтримки в процесі голосування в Сенаті, і Проді подав президентові прохання про відставку. Проте лідерам лівоцентристської коаліції вдалося домовитися про підтримку Проді, а 24 лютого прохання про відставку відхилив президент. 28 лютого Проді вдалося отримати вотум довіри в Сенаті: за нього проголосували 162 сенатори, а проти — 157.
Навесні 2007 Проді став активно працювати над об'єднанням найбільших партій лівоцентристської коаліції — «Ліві демократи» (Democratici di Sinistra, DS) і «Маргаритка: Демократія — це свобода» (Democrazia e Liberta — La Margherita, DL). Процес завершився в жовтні того ж року з виникненням нової Демократичної партії (Partito Democratico, PD). Лідером партії був вибраний популярний мер Риму Вальтер Вельтроні (Walter Veltroni).
У 2008 році почалася нова урядова криза. Коаліцію Проді покинула католицька центристська партія UDEUR, і питання про довіру уряду було винесене на голосування в парламенті. У нижній палаті прихильники прем'єра зберегли більшість, і 23 січня 2008 депутати винесли йому вотум довіри, але наступного дня в Сенаті Проді програв. 24 січня прем'єр-міністр подав у відставку. Після цього він залишився при виконання своїх обов'язків до призначення нового глави кабінету міністрів і оголосив, що піде з політики.
У середині квітня в Італії відбулися дострокові парламентські вибори, на яких лівоцентристи на чолі з Вельтроні поступилися правоцентристській коаліції Берлусконі. Прихильники Берлусконі за підсумками виборів отримали більшість в обох палатах парламенту.

## Звинувачення у зв'язках з КДБ
Покійний Олександр Литвиненко звинуватив Романа Проді як агента КДБ-ФСБ з агентурним прізвиськом «учитель». Про зв'язки Проді з російськими спецслужбами, із слів Литвиненко, згадував також генерал-полковник ФСБ Анатолій Трофімов (застрелений за нез'ясованих обставин у Москві в 2005 р.). З приводу зв'язків Проді з КДБ та ФСБ Литвиненко давав показання так званій «комісії Митрохіна» італійського парламенту. Про це доповів голова комісії італійський парламентарій Паоло Гуцанті. Він не виключає, що саме це і послугувало причиною вбивства генерала Трофімова в Москів та О. Литвиненка в Лондоні агентами ФСБ.

## Особисте життя
У 1969 році Проді одружився з Флавією Францоні (Flavia Franzoni), викладачкою університету. У подружжя два сини — Джорджо (Giorgio) і Антоніо (Antonio)
Проді деколи називають «Іль Професоре» через його академічні зв'язки.